# Carsten Smedegaard
Carsten Smedegaard Andreasen (født 2. juli 1946, død 11. marts 2016) var en dansk trommeslager.
Carsten Smedegaard spillede oprindeligt i pigtrådsorkestret Gerner & The Haunters, der blev dannet i 1963. Orkesteret skiftede hurtigt navn til Beethovens og opnåede succes og fik i 1964 titlen som "Danmarks Beatles" og spillede bl.a. opvarmning for The Beatles, da gruppen spillede i KB Hallen den 4. juni 1964. The Beethovens blev opløst i 1968, og Carsten Smedegaard spillede herefter kortvarigt i Beefeaters, men forlod allerede i 1969 gruppen for i stedet at spille i Rainbow Band. Rainbow Band skiftede kort efter navn til Midnight Sun.
I 1975 gik Midnight Sun i opløsning og Carsten Smedegaard blev i stedet trommeslager i The Baronets, der nåede at udgive albummet Gunpowder and Cannonballs og bl.a. spillede som backing for Jan Toftlund. Gruppen ændrede senere navn til Dårskabens Hus.
Carsten Smedegaard medvirkede endvidere som musiker på en række danske indspilninger i 1970'erne, herunder bl.a. på Sebastians The Goddess, Trilles Hej Søster, Mathildes Pigesind, Søren Kragh-Jacobsens City Cowboy og Poul Kjøllers Kender du det?. Han medvirkede endvidere ved indspilningen af musikken til filmene Vejen til byen og Vil du se min smukke navle?.
Carsten Smedegaard er bror til trommeslageren Gert Smedegaard.